# 巴吉拉奥一世
巴吉拉奥一世（英語：Bajirao I，1700年8月18日—1740年4月28日）是印度馬拉塔帝國的一名将军。他是帝国第四任皇帝沙胡的佩什瓦（首相）。他的任期是从1720年到1740年他去世。他也被称为巴吉拉奥·巴奥（Bajirao Ballal）和图里（Thorale，在马拉地语中为老者的称呼）.
巴吉拉奥的功绩在于扩张了马拉地帝国的疆域而有功，尤其是在帝国北部。当他死后二十年，帝国领域在他儿子Balaji Baji Rao当政时期到达顶峰。巴吉拉奥为认为是派普家族九位佩什瓦中最为有影响的一位.
在他短暂的20年军队生涯中，巴吉拉奥从未输过一场战斗。据英军军官伯纳德蒙哥马利记载，巴吉拉奥是“印度有史以来最好的骑兵将军”。

## 早年生活
巴吉拉奥出生在派普家族中的吉特巴万婆罗门世系。 他的父亲巴拉吉·维斯维纳斯是沙胡皇帝的第一任佩什瓦（首相），他的母亲是Radhabai. 巴吉拉奥有一个弟弟奇玛吉·阿帕。
巴吉拉奥从小跟随父亲南征北战，他父亲被达玛吉·叟拉特囚禁，在交赎金之前他一直陪伴在他父亲身边。 当他父亲1720年去世时，沙胡皇帝指派20岁的巴吉拉奥就任佩什瓦。 据说那时他就有了建立印度帝国（Hindu Pad Padshahi (Hindu Empire)）的想法,